# Józef Apolinary Rolle

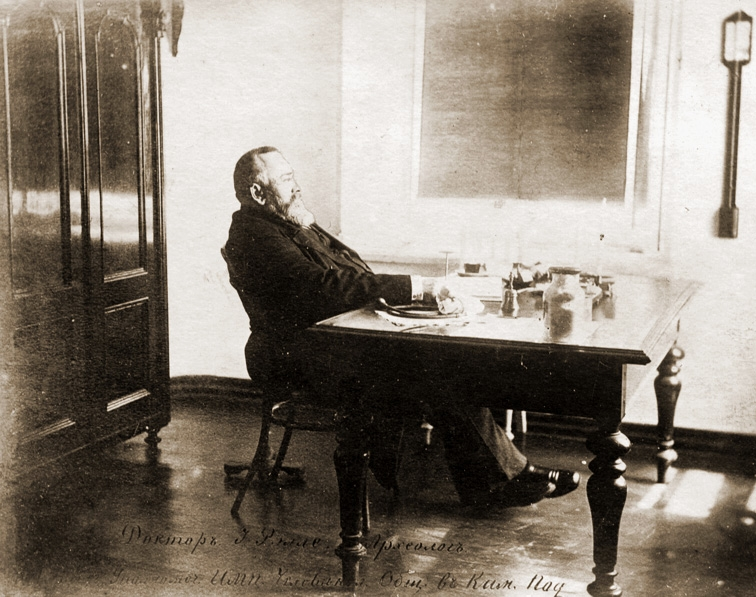
Józef Apolinary Rolle w swoim gabinecie

Józef Apolinary Rolle, również Józef Antoni Rolle (ur. 26 września 1829 w Henrykówce koło Szarogrodu, zm. 9 stycznia?/21 stycznia 1894 w Kamieńcu Podolskim) – polski lekarz psychiatra, działacz społeczny, historyk, autor wielu opracowań medycznych oraz historycznych poświęconych kresom multańskim. Absolwent Cesarskiego Uniwersytetu Kijowskiego św. Włodzimierza, przez większość życia mieszkał w Kamieńcu Podolskim.

## Życiorys
Urodzony w Henrykówce koło Szarogrodu na Podolu w rodzinie o korzeniach francuskich. Dziad, Francuz, został zwerbowany wraz z grupą francuskich oficerów jako instruktor oddziałów wojskowych organizowanych przez konfederatów barskich. Dziad, określany przez wnuka jako awanturnik, a przynajmniej niespokojny człowiek, po upadku konfederacji barskiej nie powrócił do Francji – ożenił się z Polką i osiadł w 1790 pod Dębicą w dobrach Michała Hieronima Radziwiłła. Ojciec, Józef Wincenty Rolle (1788–1892), był sekretarzem Michała Radziwiłła, następnie lustratorem dóbr Henryka Lubomirskiego na Podolu. Od Henryka Lubomirskiego otrzymał w posiadanie Henrykówkę, w której urodził się Józef Apolinary. Józef Wincenty Rolle dożył 104 lat.
Józef Rolle do gimnazjum uczęszczał w Winnicy, a następnie w Niemirowie. Maturę zdał w Kijowie, studia medyczne odbył w latach 1850–1855 na Uniwersytecie Kijowskim. Po studiach poświęcił się psychiatrii – odbył praktykę specjalizacyjną w Sonnenstein pod Dreznem w roku 1858, a następnie hospitował ośrodki psychiatryczne w Paryżu. Od roku 1861 zamieszkał w Kamieńcu Podolskim, gdzie kierował oddziałem dla umysłowo chorych, uzyskując opinię dobrego lekarza i społecznika. Rolle zniósł krępowanie chorych, wprowadził wodolecznictwo i terapię zajęciową. Chociaż nie piastował stanowiska akademickiego, miał znaczny dorobek pisarski, liczący około 75 prac.
Jego dworek przy ul. Karmelickiej w Kamieńcu Podolskim mieścił imponującą bibliotekę, liczącą kilka tysięcy woluminów i kolekcję pamiątek narodowych. Prowadził dom otwarty. Jego atmosfera wywarła znaczący wpływ m.in. na Józefa Kallenbacha, bywali w nim również Tadeusz Korzon, Kornel Ujejski, Włodzimierz Spasowicz, Adam Pług. Szkice historyczne i felietony sygnował pseudonimami: dr Antoni J., dr A. J., Adscriptus, Antoni J., Dr Antoni, Józef z Henrykówki, Pirożko Fulgencjusz.
W latach 1882–1894 był członkiem honorowym Poznańskiego Towarzystwa Przyjaciół Nauk, członkiem wielu towarzystw lekarskich i komisji historycznej Akademii Umiejętności w Krakowie.
W katedrze w Kamieńcu Podolskim po śmierci Rollego ze środków społecznych ufundowano jego pomnik, zniszczony w 1919 przez żołnierzy Armii Czerwonej, którzy okupowali miasto.
Pochowany został na cmentarzu katolickim w dzielnicy Polskie Folwarki w Kamieńcu Podolskim. Jego grobowiec rozbito w latach 30. XX wieku.
Jego żoną była Idalia z domu Zaszczyńska, z którą miał synów Karola (1871-1954), inżyniera i prezydenta Krakowa (1926–1931) i Michała (1865–1932), dziennikarza, historyka, literata, Józefa, Kazimierza oraz córki Helenę i Marię.

## Wybrane prace
- Szkice psychiatryczne (1872, 1873)
- Opowiadania historyczne (1875-1887)
- Sylwetki historyczne (1875-1893)
- Gawędy z przeszłości (1878, 1879, 1893)
- O dziedziczności obłąkania (1888)
- Choroby umysłowe Cz. 1. (1893)
- Choroby umysłowe Cz. 2. (1894)
- Zameczki podolskie na kresach multańskich tom. 1-3 (1889) Kurpisz (2004)
- Niewiasty kresowe: opowiadania historyczne (1883)